# Bayerpolynoe floridensis
Bayerpolynoe floridensis är en ringmaskart som beskrevs av Pettibone 1991. Bayerpolynoe floridensis ingår i släktet Bayerpolynoe och familjen Polynoidae. Inga underarter finns listade i Catalogue of Life.